# Paquita Bernad Noviant
Paquita Bernad Noviant (Vic, 1925) és una escaladora i alpinista catalana.
Escaladora catalana que a partir del 1944 va fer cordada amb els millors escaladors de la postguerra protagonitzant primeres ascensions femenines i absolutes de l'Estat espanyol a Montserrat i Sant Llorenç de Munt i l'Obac. Fou membre de l'Agrupació Excursionista Terra i Mar, de la Unió Excursionista de Sabadell, del Grup d'Alta Muntanya del Club Muntanyenc Barcelonès, del Club Alpí Francès i del Grup Cavall Bernat.
Entre les seves fites destaquen:
- Durant el 1945 fa la primera ascensió femenina estatal a la Cadireta d'Agulles de Montserrat amb Francesc Palau i Albert Escolà. Primera femenina estatal al Projectil de Montserrat.
- Durant el 1946 fa l'obertura de la via Alaix a la Momieta de Montserrat amb Josep Alaix i Albert Escolà i el dia 8-9-1946 la primera ascensió femenina estatal a la cara nord de la Castellassa de Can Torras a Sant Llorenç del Munt, junt amb Joan Camp.
- Durant el 1947 fa la primera ascensió nacional a la cara nord del Montsaliente del Pallars Sobirà.
- Al 1948 fa la primera ascensió hivernal de la paret nord del pic central de Pessó a Andorra. També fa la primera ascensió femenina a l'Encantat petit del parc d'Aigües Tortes Sant Maurici.
- Al 1949 fa la primera ascensió femenina a la roca dels Aurons a Montserrat amb Francesc Gual i Albert Escolà.
- L'octubre de 1950 fa la primera ascensió femenina (i 11ª absoluta) a la roca de la Vella a Montserrat, amb Josep Alaix, Albert Escolà, Francesc Palau i Florentino Izquierdo.[2]